# Val-de-Scie
Val-de-Scie ist eine französische Gemeinde mit 2.533 Einwohnern (Stand: 1. Januar 2022) im Département Seine-Maritime in der Region Normandie. Sie gehört zum Arrondissement Dieppe und zum Kanton Luneray.
Sie entstand als Commune nouvelle mit Wirkung vom 1. Januar 2019 durch die Zusammenlegung der bisherigen Gemeinden Auffay, Cressy und Sévis, die in der neuen Gemeinde den Status einer Commune déléguée haben. Der Verwaltungssitz befindet sich im Ort Auffay.

## Gliederung
| Ortsteil                   | ehemaliger INSEE-Code | Fläche (km²) | Einwohnerzahl zum 1. Januar 2022 |
| -------------------------- | --------------------- | ------------ | -------------------------------- |
| Auffay (Verwaltungssitz)00 | 76034                 | 11,30        | 1.846                            |
| Cressy                     | 76191                 | 04,35        | .0293                            |
| Sévis                      | 76674                 | 06,40        | .0394                            |

## Geographie
Die Gemeinde liegt und 30 Kilometer nördlich von Rouen in der Landschaft Pays de Caux. An der westlichen Gemeindegrenze verläuft die autobahnähnlich ausgebaute Nationalstraße N27. Das Gemeindegebiet wird von den Flüssen Scie und Varenne tangiert. Nachbargemeinden sind: Cropus im Norden, Saint-Hellier im Nordosten, Bellencombre im Osten, La Crique im Südosten, Montreuil-en-Caux im Süden, Saint-Denis-sur-Scie im Südwesten, Biville-la-Baignarde im Westen und Heugleville-sur-Scie im Nordwesten.